# 5 (Megaherz)
5 è un album in studio del gruppo musicale industrial metal tedesco Megaherz, pubblicato nel 2004.

## Tracce
1. Dein Herz Schlägt – 4:12
2. Göttlich – 3:48
3. Ja, Genau – 4:41
4. Gott Sein '04 – 5:02
5. Wann Wirst Du Gehn? – 4:53
6. Mach Dich Frei – 3:12
7. Eigentlich – 3:06
8. Zeig Mir Dein Gesicht – 4:22
9. Ebbe & Flut – 4:28
10. Komm Rüber (Schattenland) – 3:58
11. Weiter – 3:44
12. Es Tut Weh – 4:19
13. Augenblick – 7:49